# Лейквуд (Вашингтон)
Ле́йквуд (англ. Lakewood) — город в округе Пирс в штате Вашингтон в Соединённых Штатах Америки.
По данным переписи населения 2020 года в США, население города составляло 63 612 человек, что вывело его на 18-е место в штате по числу жителей.

## История
Прежде чем получить нынешнее название поселение называлось Такома (англ. Tacoma), затем Озёрный край (англ. Lakes District).
Лейквуд был официально зарегистрирован как город 28 февраля 1996 года, в тот же день, что и Эджвуд. Он сразу же стал вторым по величине городом в округе Пирс. Три предыдущие попытки регистрации в качестве города были отклонены избирателями в 1971, 1990 и 1994 годах, прежде чем он был одобрен перевесом в 20 пунктов 14 марта 1995 года в пределах меньшей территории.
28 ноября 1952 года близ города произошла авиационная катастрофа транспортного самолёта Douglas C-54G Skymaster ВВС США.

## География
По данным Бюро переписи населения США, общая площадь города составляет 18,95 квадратных миль (49,08 км2), из которых 17,17 квадратных миль (44,47 км2) — это суша, а 1,78 квадратных миль (4,61 км2) — вода.
Лейквуд дословно переводится как Озёрный лес и в данном случае это название не случайно. Место, где сейчас стоит город представляло собой леса окруженные несколькими озёрами, крупнейшие из которых: Американское, Стейлакум, Грэвелли, Луиз (англ. Louise) и Уогхоп. Через Лейквуд также протекает несколько небольших ручьев, некоторые из которых впадают в близлежащий залив Пьюджет-Саунд. Самый большой из них, Чемберс-Крик, течет из озера Стейлакум в залив Чемберс.